# بحث عضوي
البحث العضوي أو البحث الطبيعي أو البحث الأساسي أو البحث الأصيل أو البحث المجاني أو البحث غير المدفوع (بالإنجليزية: Organic Search) هو طريقة لإدخال واحد أو عدة مصطلحات بحث كسلسلة واحدة من النص في محرك البحث. تظهر نتائج البحث العضوية كقوائم مرقّمة وتستند إلى مدى ملاءمة مصطلحات البحث وتستبعد الإعلانات في حين أن نتائج البحث غير العضوية لا تقوم بتصفية الدفع مقابل إعلانات النقر.

## مقدمة
إذا كنت تريد أن ينمو عملك من خلال شبكة الإنترنت فأنت بحاجة إلى البحث العضوي الأمثل.
وحاليا" هناك الكثير من الأساليب والإجراءات التي من خلالها يمكنك الحصول على مهمة محرك البحث الأمثل، ولكن الموصى به دائما أن يكون لديك (البحث العضوي الأمثل). وهنا سنتحدث عن تقنيات التحسين العضوي لمحركات البحث.
البحث العضوي الأمثل هي عملية معالجة تصميم موقع الويب الخاص بك بحيث تكون نتائج البحث باستخدام الكلمات الرئيسية في محركات البحث ،التي ستجعل موقع الويب الخاص بك ذي رُتبة أعلى في القوائم الغير مدفوعة. البحث العضوي الأمثل (تسمى أيضا" طبيعية محرك البحث الأمثل).
السؤال المطروح حاليا" لماذا البحث العضوي الأمثل ذا أهمية كبيرة ؟ للإجابة على هذه بعبارات بسيطة ينبغي أن يقال أن البحث العضوي الأمثل هي نوع من الموقع الأمثل التي تجلب النتائج الطبيعية من محركات البحث. أي شخص يبحث عن الكلمة في جوجل أو ياهو، عادة نوعين من النتائج التي تنبثق، برعاية القائمة والبحث العضوي الأمثل.
والسؤال مالمقصود برعاية القائمة ؟ رعاية القائمة هي تلك التي تظهر إما في الأعلى أو الأسفل أو الجانب الأيمن من جهة صفحات نتائج محرك البحث، ومعظمها على شكل مربعات لعرض شركة أو أسماء تجارية. هذه الشركات تدفع لمحركات البحث مثل جوجل أو ياهو لوضعها على الصفحة الرئيسية لبحث الكلمات الرئيسية المعبرة. لذا غالبا" ماينظر لتلك القوائم المدعومة بأنها لا تدفع بقدر ما يُدفع لها. وهذا هو السبب الفعال أن معظم أصحاب المواقع يسعون إلى البحث العضوي الأمثل بدلا من القوائم المدعومة.

## تكاليف وأهداف البحث في الإنترنت
التكلفة الأساسية للبحث في الإنترنت هي (الوقت)، حيث إنك تستطيع إنفاق المال في مواقع الإنترنت الغير مجانية ولكن الوقت الذي تقضيه هو الأهم.
فلابد أن تحدد أهدافك بوضوح (مالذي تريد أن تعرفه ؟) (وماهو الوقت الذي تخطط أن تقضيه في البحث والتوصل إلى ماتريد ؟)، ومن ثم تبدأ عملية البحث على الإنترنت مع التركيز على النتائج.

## مزايا البحث العضوي الأمثل
أولا : تقنيات البحث العضوي الأمثل استخلصت الكثير من الحركة بدلا من الدعاية.
ثانيا : لأن الزبائن يشعرون بالقلق حيال المنتجات المعلن عنها، فإنهم يعتمدون أكثر على نتائج محرك البحث لتوجيههم إلى مواقع ذات صلة على شبكة الإنترنت. بالإضافة إلى ذلك إذا كان موقع الويب الخاص بك يظهر من بين أعلى نتائج محرك البحث فعندها تكون كسبت ثقتهم.

## التقنيات التي تعمل
البحث العضوي الأمثل من الممكن أن يكون مفيدا إذا كنت جادا حول كيفية موقع الويب الخاص بك المصنف على جوجل أو ياهو.
كل موقع له متطلبات مختلفة للبحث العضوي الأمثل اعتمادا على الجمهور المستهدف، طبيعة الموقع، وتخصيص اعتمادات الميزانية.
- المحتوى_المحتوى هو المهم. لذلك عليك أنت تكون خبيرا" في مجال الأعمال التجارية الخاصة بك، والمحتوى يعود إلى الرسومات، والتصميم والتطبيقات المختلفة على موقعك.
- البحث عن كافة الكلمات المعبرة والملتصقة بنشاطك keywords.
- ضع عنوانا مناسبا لموقعك.
- هناك عوامل أخرى _ وغيرها من تقنيات البحث العضوي الأمثل تشمل صفحة ترابط واسعة النطاق، والعلامات الفوقية وعنوان التغيير والتبديل.
- استخدام (الهيد لاين) والعناوين الجانبية لأن محركات البحث تلتفت إليها أكثر عند تقييم الموقع, بالإضافة إلى التركيز على الكلمات المهمة في الموضوع بوضع خط تحتها
- تبادل روابط الموقع مع مواقع أخرى ذات رتبة عالية يرفع من رتبة الموقع
- تغيير جميع وصلات الموقع إلى نص كتابي والابتعاد عن عمل ايقونات وصور للروابط

تقنيات البحث العضوي الأمثل تتطلب العمل الجاد، والإبداع والاجتهاد. ومع ذلك إذا كان موقع الويب الخاص بك حقيقي وأنت لا تخشى التمحيص لأهميتها فمن الممكن أن تصبح البحث العضوي الأمثل أفضل خيار مجدي لك.